# Énergie au Soudan
L'énergie au Soudan a un profil caractéristique des pays les moins avancés : l'énergie dominante reste la biomasse, en particulier le bois pour le chauffage et la cuisine. Elle représente 66,5 % de la production d'énergie primaire et 60,9 % de la consommation intérieure d'énergie primaire en 2019.
Le Soudan dispose de réserves de pétrole, mais en a perdu les trois quarts lors de la sécession du Soudan du Sud en 2011 ; la production des gisements restants est en déclin et couvre seulement 76,4 % des besoins du pays en 2019.
La consommation d'énergie primaire par habitant du Soudan en 2019 atteint seulement 24 % de la moyenne mondiale et 70 % de la moyenne de l'Afrique.
L'électricité représente seulement 9,3 % de la consommation finale d'énergie. Elle est produite pour 59,7 % par ses centrales hydroélectriques et pour 40,3 % à partir de pétrole. Plusieurs barrages sont en construction ou en projet.
Les émissions de CO2 liées à l'énergie par habitant au Soudan représentent seulement 10 % de la moyenne mondiale et 44 % de la moyenne africaine.

## Production d'énergie primaire
La production d'énergie primaire du Soudan s'élevait en 2019 à 757,6 PJ, en progression de 106 % depuis 1990, répartie en 66,5 % de biomasse, 28,7 % de pétrole et 4,8 % d'hydroélectricité.

### Pétrole

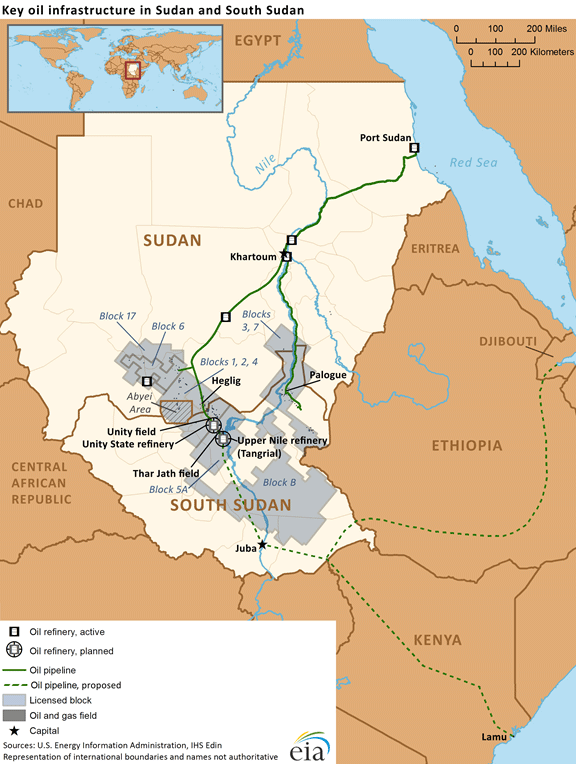
Gisements de pétrole et infrastructures pétrolières au Soudan et au Soudan du sud, 2014.

BGR (Agence fédérale allemande pour les sciences de la Terre et les matières premières) estime les réserves prouvées de pétrole du Soudan à 202 Mt (millions de tonnes) fin 2020, loin derrière la Libye (6 580 Mt) et le Nigéria (5 019 Mt) ; le Soudan du sud en a 472 Mt. Ces réserves représentent 48 années de production au rythme de 2020 (4,2 Mt. Les ressources potentielles supplémentaires sont estimées à 365 Mt.
Le Soudan a produit 3,2 Mt de pétrole brut en 2021, contre 14,3 Mt en 2011, avant la partition et 5,9 Mt en 2014.
Le Soudan n'exporte pas de brut, il en a même importé 32,2 PJ en 2019, sa production de 217,4 PJ ne suffisant pas à couvrir les besoins ; il a aussi importé 55,9 PJ de produits pétroliers et en a exporté 12,3 PJ. Au total, la production du pays couvre seulement 76,4 % des besoins. Les centrales électriques ont consommé 34,9 PJ de brut et 35,9 PJ de produits pétroliers, et les raffineries ont consommé 195,3 PJ de brut pour produire consommé 191 PJ de produits pétroliers.
Le principal gisement pétrolier du pays, à Heglig, a donné lieu en 2012 aux affrontements les plus violents entre les deux voisins depuis que le Soudan du Sud a pris son indépendance, en juillet 2011. Le Soudan en a repris le contrôle le 20 avril 2012. Cette zone stratégique représente la moitié de sa production de brut, depuis que le Soudan du Sud a, en proclamant son indépendance, récupéré les trois quarts des réserves pétrolières du Soudan d'avant la partition.
L'oléoduc Greater Nile Oil Pipeline relie sur 1 600 km le champ pétrolier de Heglig dans l'État du Kordofan du Sud avec la raffinerie de pétrole de Port-Soudan sur la mer Rouge, en passant par Khartoum.

## Consommation d'énergie

### Consommation d'énergie primaire
La consommation intérieure d'énergie primaire du Soudan s'élevait en 2019 à 757,6 PJ, en progression de 106 % depuis 1990, répartie en 60,9 % de biomasse, 34,4 % de pétrole et 4,4 % d'hydroélectricité.
La consommation d'énergie primaire par habitant du Soudan s'élevait en 2019 à 19,3 GJ, soit seulement 24 % de la moyenne mondiale : 79,1 GJ et 70 % de la moyenne de l'Afrique : 27,4 GJ ; celle de l'Afrique du sud était de 100,2 GJ, celle de la France de 150,5 GJ, celle de la Chine de 101,5 GJ et celle des États-Unis de 282 GJ.

### Consommation finale d'énergie
La consommation finale d'énergie du Soudan s'élevait en 2019 à 533,8 PJ, répartie en 56 % de biomasse, 34,8 % de produits pétroliers et 9,3 % d'électricité. Le secteur résidentiel consommait 45,2 % de cette énergie, les transports 27,3 %, le secteur tertiaire 14,2 %, le secteur industriel 10 %, l'agriculture 1,5 % et les usages non énergétiques (chimie) 1,2 %.

## Secteur électrique
L'entreprise publique National Electricity Corporation a été éclatée en 2010 en cinq compagnies : Merowe Dam Electricity Company Ltd, Sudanese Hydropower Generation Company Ltd (SHGC), Sudanese Thermal Power Generation Company Ltd (STPC) , Sudanese Transmission Lines Company Ltd (SETCO) et Sudanese Electricity Distribution Company Ltd (SEDC), toutes placées sous la supervision du Ministère de l'électricité et des barrages. En 2017, Merowe Dam Electricity Company Ltd a été absorbée par SHGC et les 4 compagnies restantes ont été placées sous l'autorité d'une holding : Sudan Electricity Holding Company (SEHC). En 2018, SHGC a obtenu la responsabilité de l'ensemble de la production renouvelable. Le secteur est ouvert aux producteurs indépendants depuis la loi National Investment Act and Guide de 2013, mais en 2018 aucun projet n'avait été réalisé.

### Production d'électricité
Le Soudan a produit 16,88 TWh en 2019, dont 59,7 % d'hydroélectricité et 40,3 % à partir de pétrole.
La puissance installée des centrales soudanaises s'élevait en 2020 à 4 354 MW, dont 55,5 % d'hydraulique, 43,5 % de centrales à combustibles fossiles, 0,9 % utilisant la biomasse et les déchets et 0,1 % solaires.

#### Centrales thermiques
La centrale d'Um-Dabakir (500 MW), construite par la compagnie indienne Bharat Heavy Electricals avec un financement de 350 millions $ de l'Exim Bank India, à Kosti, à 300 km de Khartoum, a été mise en service en février 2016. Elle consomme 18 000 bl/j de pétrole du gisement d'Adariel.
La centrale d'El Jaili (460 MW), est aussi appelée Garri, du nom de la localité, à 80 km ao nord de Khartoum, où elle a été construite de 2003 à 2007. C'est une centrale à cycle combiné gaz.
En 2016, Siemens obtient un contrat de fourniture de turbines d’une capacité totale de 850 MW augmenter la capacité des centrales de Garri et de Port Soudan, puis en 2018 un contrat avec la Société soudanaise de génération d’énergie thermique (STPGC) pour l’exploitation et la maintenance de ces deux centrales.

#### Hydroélectricité

Centrales hydroélectriques du Soudan
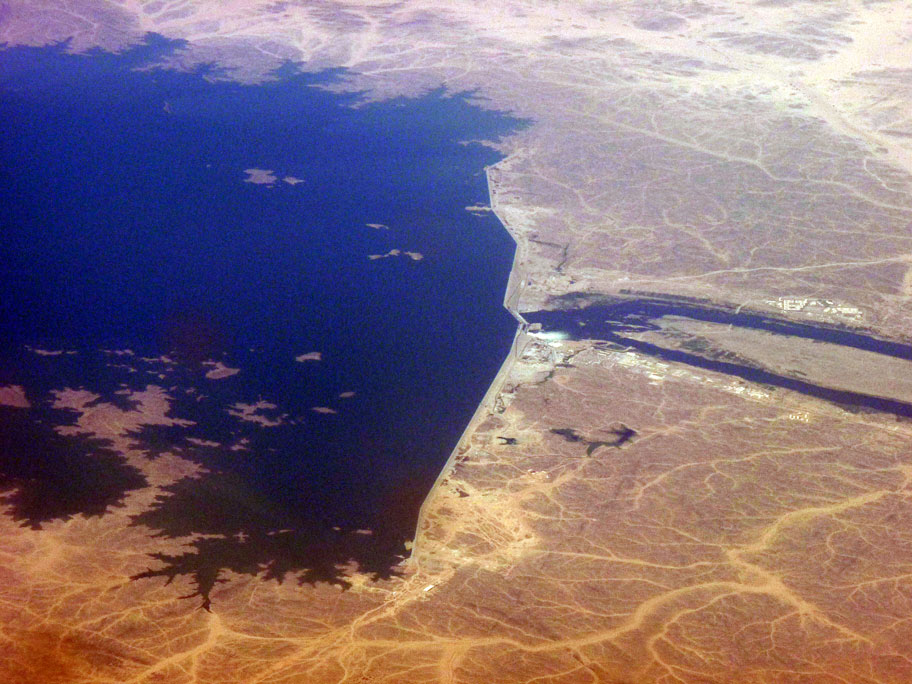
Réservoir du Barrage de Merowe, 2009.
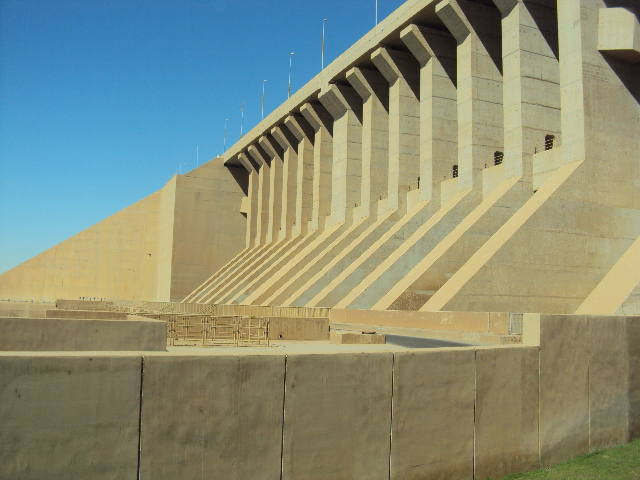
Barrage de Merowe, 2012.
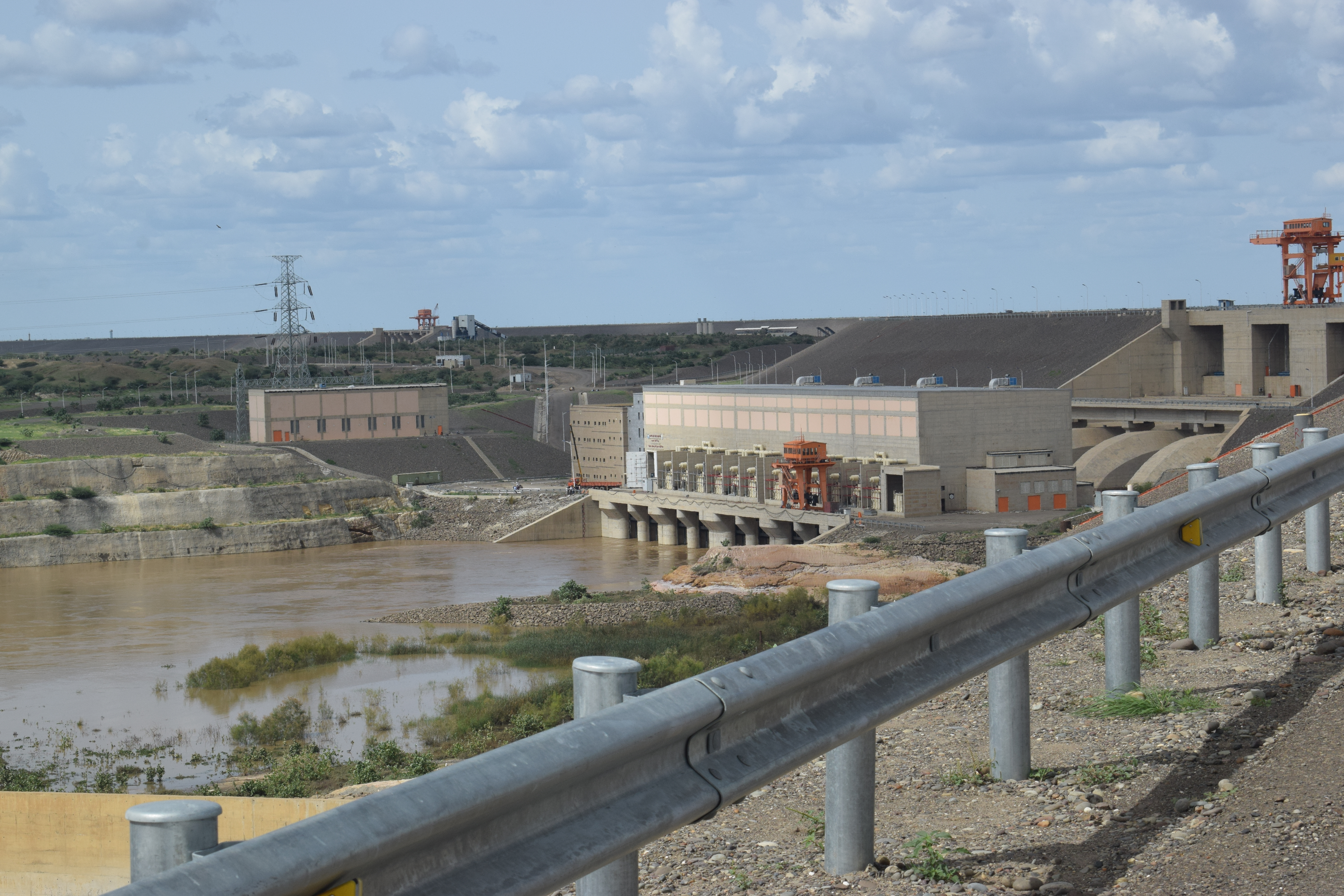
Complexe hydroélectrique des barrages Upper Atbara and Setit, 2018.
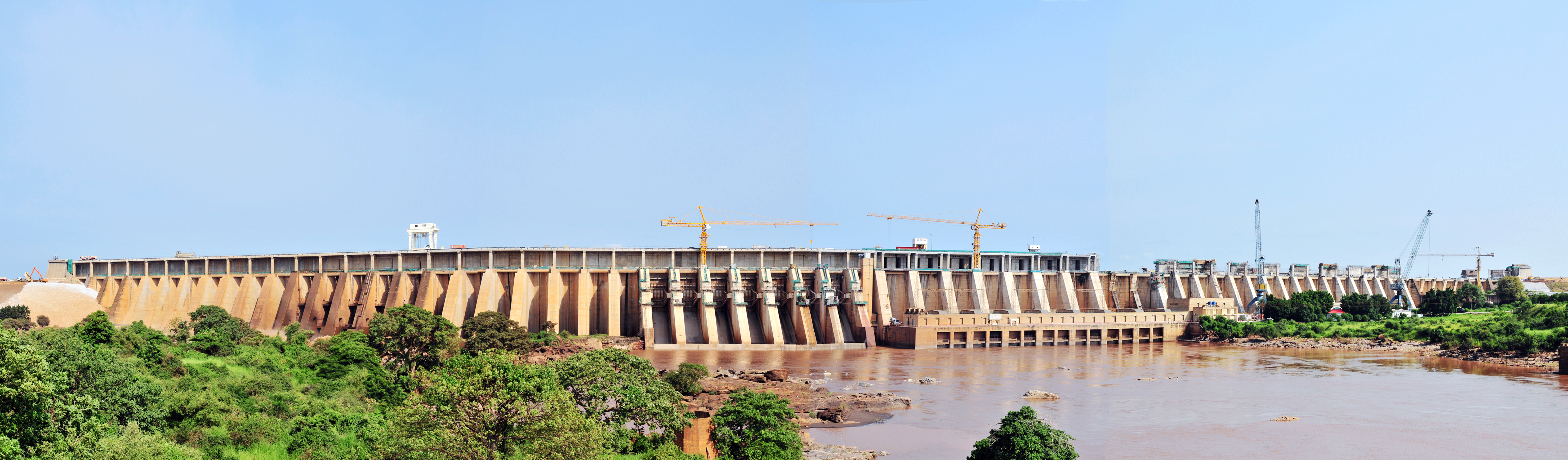
Barrage de Roseires, 2012.

Selon l'International Hydropower Association (IHA), la production hydroélectrique du Soudan s'est élevée à 8 TWh en 2021, soit 5,5 % de la production africaine, au 7e rang en Afrique, derrière le Mozambique et la Zambie : 15 TWh chacun, l'Éthiopie et l'Égypte : 14 TWh chacun, l'Angola : 11 TWh et la République démocratique du Congo : 9 TWh. La puissance installée des centrales hydroélectriques du Soudan totalisait 1 923 MW fin 2021, soit 5 % du total africain, au 9e rang en Afrique, loin derrière l'Éthiopie (4 074 MW), l'Angola (3 836 MW) et l'Afrique du sud (3 600 MW).
Le barrage de Merowe (1 250 MW), deuxième plus grand barrage sur le Nil après celui d'Assouan, est situé en amont de la quatrième cataracte du Nil à 350 km au nord de Khartoum. Il a été construit de 2003 à 2009 par China International Water & Electric Corp., filiale de China Three Gorges Corporation ; les dix turbines de 125 MW ont été fournies par Alstom.
Le complexe hydroélectrique des barrages Upper Atbara et Setit comprend deux barrages : celui de Rumela sur le cours supérieur de la rivière Atbara, affluent du Nil, et celui de Burdana sur la rivière Setit (Tekezé en Éthiopie), affluent de l'Atbara. Ils ont été construits de 2011 à 2017 par China International Water & Electric Corp., filiale de China Three Gorges Corporation. Les centrales ont une puissance installée de 320 MW,.
Le barrage de Roseires a été construit de 1961 à 1966 sur le Nil Bleu, juste en amont de la ville de Er Roseires, pour l'irrigation. Une centrale hydroélectrique de 280 MW a été ajoutée en 1971.
Le projet de barrage de Kajbar (360 MW), dans la région éponyme de Kajbar située dans l'État du Nord, au niveau de la troisième cataracte du Nil. Lancé en 2004, le projet a été annulé en août 2021 par le premier ministre du Soudan, Abdallah Hamdok, à la suite d'une longue opposition des populations des régions potentiellement inondées par le barrage.

#### Géothermie
Un potentiel géothermique important a été identifié dans plusieurs régions : côte de la Mer Rouge, bassin du Nil bleu, Rift du Nil Blanc, bassin du Bahr el Arab, Jebel Marra, champ volcanique de Bayuda. Trois zones à étudier en priorité ont été sélectionnées : Suakin (côte de la Mer Rouge), champ volcanique de Bayuda, Jebel Marra. Aucune exploitation n'a été lancée.

### Échanges internationaux
Le Pool électrique d'Afrique de l'est (Eastern Africa Power Pool), fondé en 2005 pour coordonner les échanges d'électricité et l'interconnexion des réseaux de onze pays d'Afrique de l'est, de l'Égypte à la Tanzanie, réunit 14 entreprises électriques, dont SETCO (Sudanese Electricity Transmission Company) pour le Soudan. Le Soudan est interconnecté avec l'Éthiopie et Djibouti.
En 2019, le Soudan a importé 808 GWh d'électricité.

### Consommation d'électricité
Selon l'Agence internationale de l'énergie, la consommation moyenne par habitant s'élève à (306 kWh), soit 9,4 % de la moyenne mondiale (3 265 kWh), 55 % de celle de l'Afrique (560 kWh) et 8 % de celle de l'Afrique du sud (3 835 kWh).
En 2019, la consommation d'électricité au Soudan s'élevait à 13,75 TWh, dont 60 % pour le secteur résidentiel, 18 % pour le secteur tertiaire, 13 % pour l'industrie et 9 % pour l'agriculture.
Le taux d'accès à l'électricité s'élevait en 2019 à 47 % (71 % en zones urbaines, 35 % en zones rurales).

## Impact environnemental
Selon l'AIE, les émissions de CO2 liées à l'énergie par habitant s'élèvent à 0,43 tonne en 2019 au Soudan, soit seulement 10 % de la moyenne mondiale : 4,39 tonnes, 44 % de la moyenne africaine : 0,97 tonne et 6 % de celle de l'Afrique du sud : 7,40 tonnes.